# Lincoln Stedman
Lincoln Stedman (Denver, Colorado, 18 mei 1907 - Los Angeles, 22 maart 1948) was een Amerikaans filmacteur in het tijdperk van de stomme film. Tussen 1917 en 1934 speelde hij in 81 films.

## Gedeeltelijke filmografie
- Under the Lash (1921)
- The Charm School (1921)
- One Terrible Day (1922)
- The Big Show (1923)
- The Prisoner (1923)
- A Pleasant Journey (1923)
- Lodge Night (1923)
- No Noise (1923)
- The Wanters (1923)
- The Wife of the Centaur (1924)
- Red Hot Tires (1925)
- Dame Chance (1926)
- Let It Rain (1927)
- The Prince of Headwaiters (1927)
- Why Be Good? (1929)

- International Standard Name Identifier: 0000 0000 3719 6378
- Library of Congress Control Number: n87911787
- SNAC: w6sp3td9
- Virtual International Authority File: 4003589
- WorldCat: E39PBJxRBmy98xMTdvqRHtKjmd